# Bisbat de Lübeck

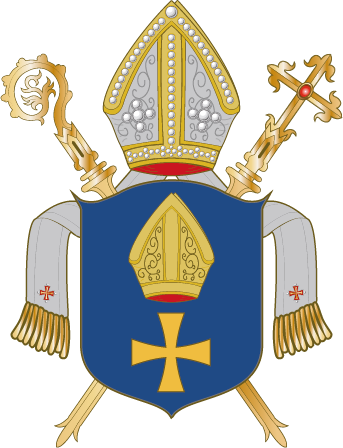
Escut del bisbat

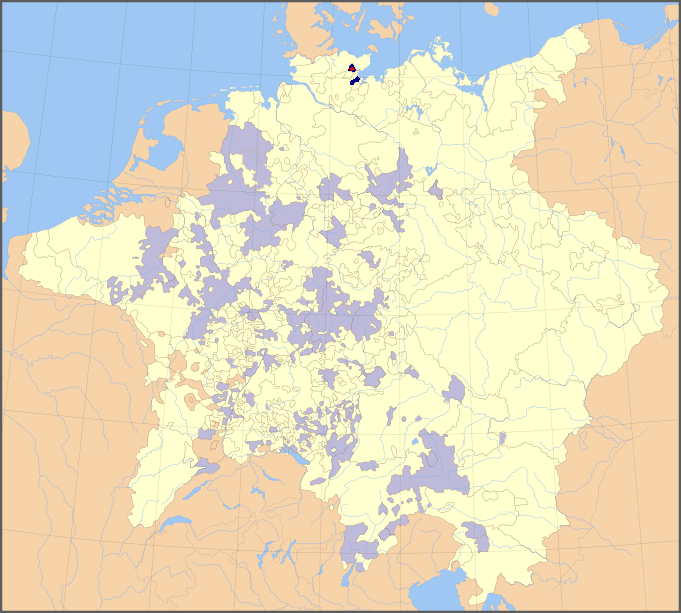
Mapa de situació, en blau els dominis eclesiàstics, en color més fosc el principat-bisbat de Lübeck el 1648.

El Bisbat de Lübeck fou una diòcesi catòlica i un principat-bisbat del Sacre Imperi Romanogermànic.

## Història

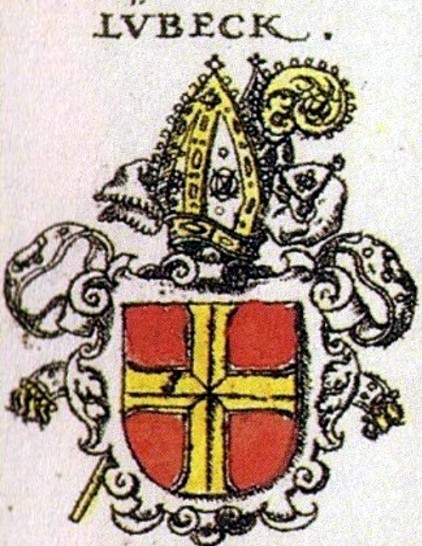
Escut del príncep-bisbe a Siebmacher, 1605. Després la mitra va passar a ser part de l'escut que més tard va canviar el color gules per atzur

La diòcesi original fou fundada vers 970 per l'emperador Otó I a la Marca dels Bil·lungs o Marca Bil·lunga a Oldenburg de l'Holstein (Aldinborgo Starigard), l'antiga capital de la tribu pagana dels wagris. Oldenburg fou llavors una diòcesi sufragània de l'arquebisbat de Bremen, destinada a cristiniatzar als obotrites. Tanmateix durant la revolta eslava de 983, els wagris es van lliurar de la supremacia Imperial i el 1038, els bisbes van ser impedits d'entrar a la seva diòcesi. El 1052, les diòcesis de Ratzeburg i Schwerin se segregaren d'Oldenburg i cap bisbe no s'hi va nomenar després de 1066.
Després que el comte saxó Enric de Badewide hagués fet campanya a Wàgria a l'est de la frontera (limes) de Saxònia el 1138/39, un nou bisbe d'Oldenburg, Vicelinus fou nomenat el 1149. Enric el Lleó, duc de Saxònia, ca traslladar la seu de la diòcesi d'Oldenburg a Lübeck el 1160. Quan el ducat de Saxònia es va dissoldre amb la deposició d'Enric el 1180, el bisbat va obtenir immediatesa imperial i va passar a ser un estat de l'Imperi (reichsunmittelbar), un principat-bisbat.
Els conflictes van sorgir després que la ciutat de Lübeck guanyés immediatesa imperial el 1226; el territori de l'estat eclesiàstic es va centrar al voltant d'Eutin, ciutat que el 1309 va esdevenir la residència dels bisbes.

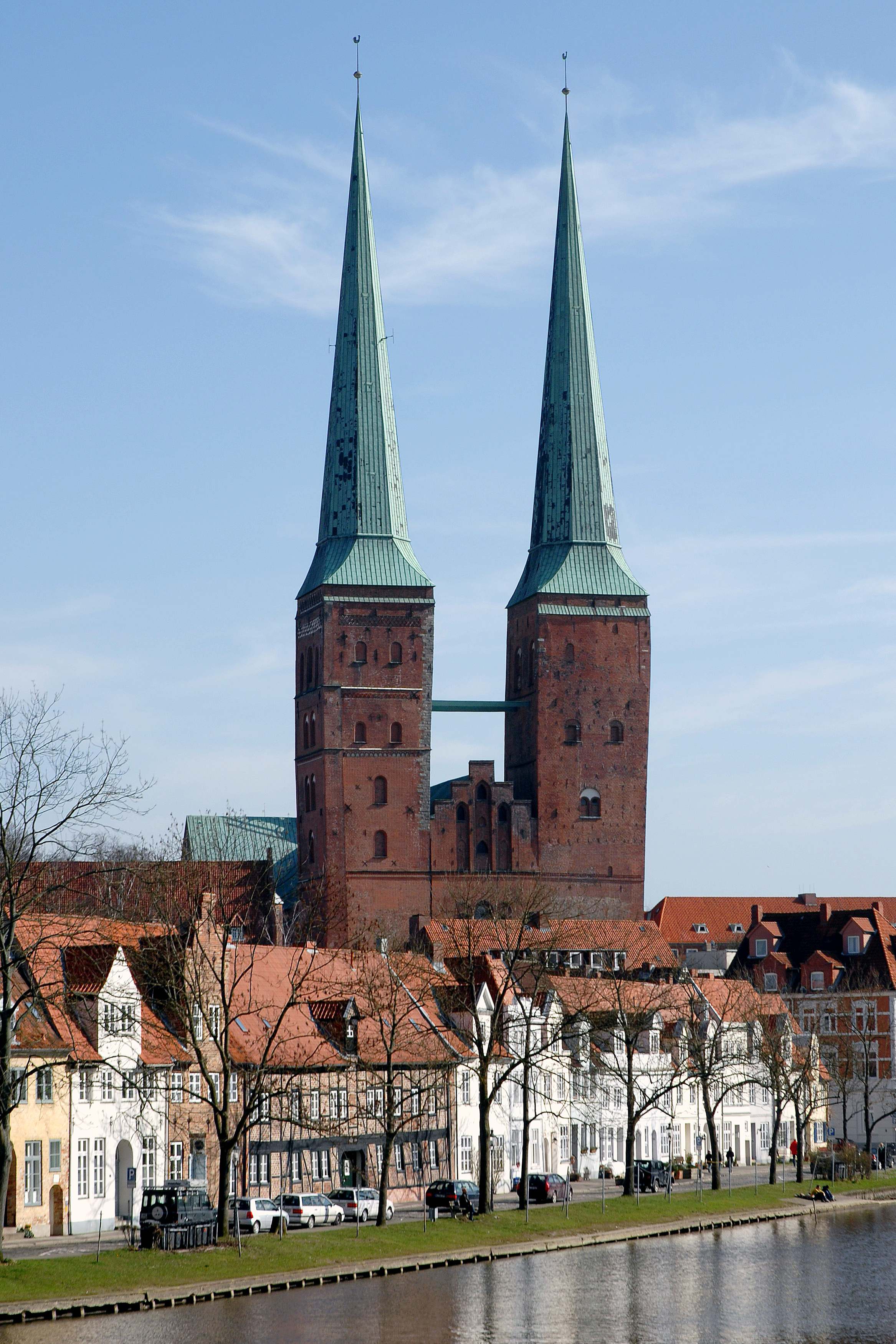
Catedral de Lübeck

El bisbat no va intentar combatre la Reforma Protestant. El 1531 la ciutat lliure de Lübeck, a instàncies de Johannes Bugenhagen, s'havia tornat protestant, i va impedir la predicació catòlica a la part de la diòcesi de Lübeck sota domini de la ciutat. I el 1535 el capítol de la catedral de Lübeck i subsegüent tots eles seus territoris diocesans adoptaren la confessió luterana. El príncep-bisbe va passar a ser elegit pel Capítol; des de 1586, tots els administradors del principat-bisbat foren membres de la casa de ducs de Holstein-Gottorp una branca de la casa d'Oldenburg. Després de la pau de Westfàlia de 1648, Lübeck fou un dels dos principats-bisbats protestants de l'Imperi (juntament amb Osnabrück, que era alternativament dirigit per un bisbe protestant i un bisbe catòlic).

## Principat i regió de Lübeck
Amb el Reichsdeputationshauptschluss de 1803, el principat-bisbat fou secularitzat i mediatotzat i va esdevenir el Principat de Lübeck que fou donat al Ducat d'Oldenburg, del qual l'últim príncep-bisbe, Pere I de Holstein-Gottorp era també príncep regent. El 1803 el principat comprenia 9,5 milles quadrades alemanyes amb 22.000 habitants i la seva capital era Eutin.

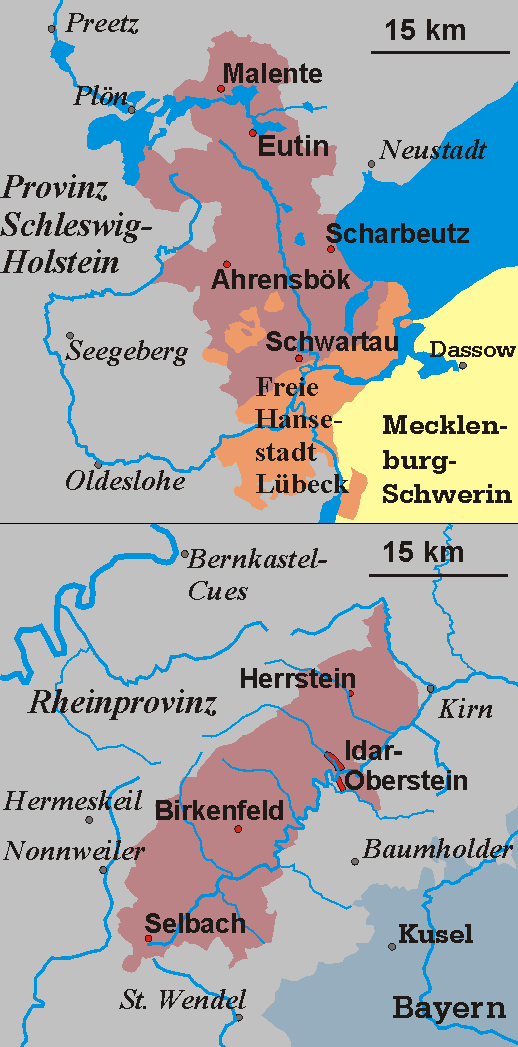
Els exclavaments d'Oldenburg: el Principat de Lübeck a partir de 1868 (a dalt) i el Principat de Birkenfeld (sota).

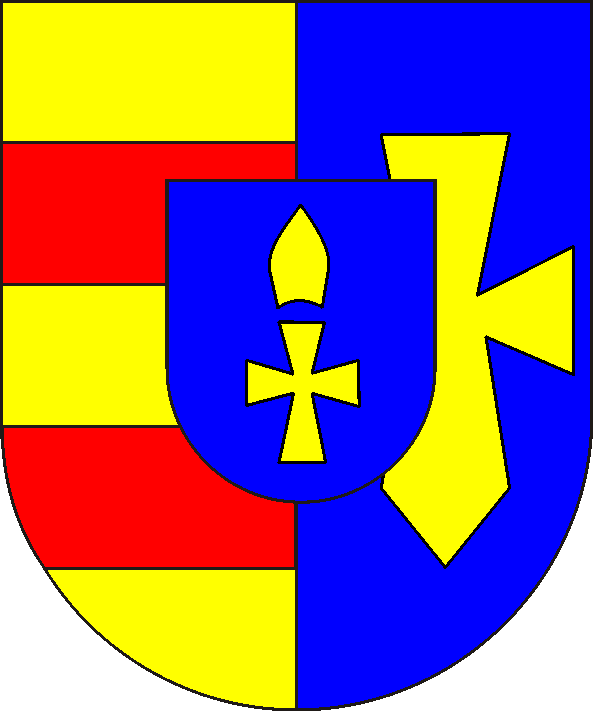
Escut del Principat de Lübeck a partir de 1829.

Entre 1810 a 1814 el principat fou annexionat a França com a part del departement de les Boques de l'Elba, abans que fos restituït al Ducat d'Oldenburg. El Ducat d'Oldenburg, que portava el nom de la seva capital Oldenburg, compartia el seu nom amb la ciutat d'Oldenburg a Holstein, la seu original del bisbat, només per una coincidència.

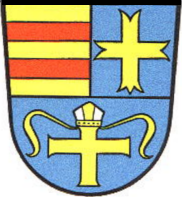
Escut del districte d'Eutin.

Després de la Guerra Austroprussiana el 1867 el principat fou ampliat amb la batllia (abans de Holstein) d'Ahrensbök, com a compensació per reclamacions hereditàries de l'Casa d'Oldenburg a Holstein. Després que Oldenburg es convertís en una república el 1918 l'àrea de l'antic principat romania un exclavament de l'estat lliure d'Oldenburg ara anomenat "Regió de Lübeck".
El 1937 la regió fou incorporada a la província prussiana de Schleswig-Holstein per un redesplegament territorial segons l'Acta del Gran Hamburg. La Regió de Lübeck llavors va esdevenir el sistricte d'Eutin, que fou fusionat amb el districte veí d'Oldenburg a Holstein per formar el nou districte de Holstein Oriental o Ostholstein el 1970.
L'Església luterana, des de la Reforma Protestant comprèn la majoria dels habitants, romasos una entitat separada, anomenada Església Estatal Luterana Evangèlica de la Regió Oldenburgiana de Lübeck (alemany. Evangelisch-Lutherische Landeskirche des oldenburgischen Landesteils Lübeck, presidit per una personalitat de L'església estatal Luterana Evangèlica de Lübeck fins que es va fusionar amb la veïna Landeskirchen per formar l'Església Evangèlica Luterana del Nord de l'Elba el 1977.

## Geografia
L'estat tenia una àrea de 541 km²; la ciutat imperial de Lübeck no en feia part, i la seva única ciutat de rellevància era Eutin.

## Bisbes d'Oldenburg (Aldinborg/Starigard) i Lübeck

### Bisbes d'Oldenburg (970-1160)
| Bisbes d'Oldenburg (970-1160)            | Bisbes d'Oldenburg (970-1160)            | Bisbes d'Oldenburg (970-1160)            | Bisbes d'Oldenburg (970-1160) | Bisbes d'Oldenburg (970-1160)            | Bisbes d'Oldenburg (970-1160)            |
| Bisbes                                   | Vida                                     | Govern                                   | Notes | Imatge                                   | Escut                                    |
| Bisbes d'Oldenburg (Aldinborg/Starigard) | Bisbes d'Oldenburg (Aldinborg/Starigard) | Bisbes d'Oldenburg (Aldinborg/Starigard) | Bisbes d'Oldenburg (Aldinborg/Starigard) | Bisbes d'Oldenburg (Aldinborg/Starigard) | Bisbes d'Oldenburg (Aldinborg/Starigard) |
| ---------------------------------------- | ---------------------------------------- | ---------------------------------------- | --- | ---------------------------------------- | ---------------------------------------- |
| Mareus                                   |                                          | 952–968                                  | també Marcus, Marko |                                          |                                          |
| Ekward                                   |                                          | 968–974                                  | |                                          |                                          |
| Wago                                     |                                          | 974–983                                  | |                                          |                                          |
| Egizo                                    |                                          | 983–988                                  | |                                          |                                          |
| Volkward                                 |                                          | 989–990                                  | |                                          |                                          |
| Reginbert                                |                                          | 992–1013                                 | |                                          |                                          |
| Bernat                                   |                                          | 1013–1023                                | alemany: Bernhard |                                          |                                          |
| Reinald                                  |                                          | 1023–1030                                | alemany Reinhold |                                          |                                          |
| Meinher                                  |                                          | 1030–1038                                | |                                          |                                          |
| Abelin                                   |                                          | 1038–1048                                | |                                          |                                          |
| Ehrenfried                               |                                          | 1051–1066                                | |                                          |                                          |
| seu vacant                               |                                          | 1066–1149                                | |                                          |                                          |
| Vicelinus                                | vers 1090–1154                           | 1149–1154                                | després de la destrucció d'Oldenburg a Holstein pels danesos el 1149 la seu episcopal provisionally es va trasllada a l'església de Sant Pere a Bosau, construïda el 1151 | Vicelinus                                |                                          |
| Gerald                                   |                                          | 1155–1163                                | El 1156 Gerald va començar a constrïr la catedral de Sant Joan a Oldenburg. El 1160 la seu es va traslladar a Lübeck                                                      |                                          |                                          |

### Prínceps-bisbes catòlics de Lübeck (1160-1535)
| Prínceps-Bisbes catòlics de Lübeck (1160–1535) | Prínceps-Bisbes catòlics de Lübeck (1160–1535) | Prínceps-Bisbes catòlics de Lübeck (1160–1535) | Prínceps-Bisbes catòlics de Lübeck (1160–1535)                                                                | Prínceps-Bisbes catòlics de Lübeck (1160–1535) | Prínceps-Bisbes catòlics de Lübeck (1160–1535) |
| Bishops                                        | Life                                           | Reign                                          | Notes | Image                                          | Coat-of-arms                                   |
| Bishops of Lübeck                              | Bishops of Lübeck                              | Bishops of Lübeck                              | Bishops of Lübeck                                                                                             | Bishops of Lübeck                              | Bishops of Lübeck                              |
| ---------------------------------------------- | ---------------------------------------------- | ---------------------------------------------- | --- | ---------------------------------------------- | ---------------------------------------------- |
| Gerald of Oldenburg (Lübeck)                   |                                                | 1155–1163                                      | In 1156 Gerald started the construction of St. John's Cathedral in Oldenburg. In 1160 the see moved to Lübeck |                                                |                                                |
| Conrad of Riddagshausen as Conrad I            |                                                | 1164–1172                                      | under his reign Lübeck's St. Peter's Church, the city's second main church, was established                   |                                                |                                                |
| Henry of Brussels as Henry I                   |                                                | 1172–1182                                      | on his Holy Orders Duke Henry the Lion laid the cornerstone for the Lübeck Cathedral                          |                                                |                                                |

## Prínceps-Bisbes catòlics de Lübeck (1180–1535)
| Prínceps-Bisbes catòlics de Lübeck (1180–1535) | Prínceps-Bisbes catòlics de Lübeck (1180–1535) | Prínceps-Bisbes catòlics de Lübeck (1180–1535) | Prínceps-Bisbes catòlics de Lübeck (1180–1535)                                                                                              | Prínceps-Bisbes catòlics de Lübeck (1180–1535) | Prínceps-Bisbes catòlics de Lübeck (1180–1535) |
| Prínceps-bisbes                                | Vida                                           | Govern                                         | Notes | Imatge                                         | Escut                                          |
| ---------------------------------------------- | ---------------------------------------------- | ---------------------------------------------- | --- | ---------------------------------------------- | ---------------------------------------------- |
| Enric de Brussel·les com Enric I               |                                                | 1172–1182                                      | |                                                |                                                |
| Conrad II                                      |                                                | 1183–1184                                      | |                                                |                                                |
| Teodoric I                                     |                                                | 1186–1210                                      | alemany Dietrich I |                                                |                                                |
| Bertold                                        |                                                | 1210–1230                                      | alemany Berthold |                                                |                                                |
| Joan I                                         |                                                | 1230/1231–1247                                 | alemany Johannes I |                                                |                                                |
| Albert Suerbeer com Albert I                   | nascut vers 1200                               | 1247–1253                                      | abans arquebisbe d'Armagh (1240–1246), Administrador de la diòcesi de Chiemsee (1246–1247), després Príncep-Arquebisbe de Riga (1253–1273)  |                                                |                                                |
| Joan de Diest com Joan II                      |                                                | 1254–1259                                      | alemany Johannes II, també Dyst o Deest, + 21 de setembre de 1259                                                                           |                                                |                                                |
| Joan de Tralau com Joan III                    |                                                | 1260–1276                                      | alemany Johannes III, també Tralowe, + 4 de gener de 1276; Rodolf I el va investir amb el principat; va fundar el castell episcopal a Eutin |                                                |                                                |
| Burkhard of Serkem                             | nascut vers 1236                               | 1276–1317                                      | | Burkhard of Serkem                             |                                                |
| Heinrich Bochholt com Enric II                 |                                                | 1317–1341                                      | | Heinrich Bochholt                              |                                                |
| Johannes Mul com Joan IV                       | nascut vers 1291                               | 1341–1350                                      | alemany Johannes IV, també Muel o Muhl | Burkhard of Serkem                             |                                                |
| Bertram Cremon                                 |                                                | 1350–1377                                      | + 5 de gener de 1377 | Bertram Cremon                                 |                                                |
| Nicolaus Vollkrathen com Nicolau I             | ?–1392                                         | 1377–1379                                      | alemany Nikolaus I, també anomenat Ziegenbock, des de 1379 Bisbe de Meissen                                                                 |                                                |                                                |
| Conrad de Geisenheim com a Conrad III          |                                                | 1379–1386                                      | també Gysenheim, Giesenheim, Beymondi; nascut a Geisenheim, + 30 de maig de 1386 a Lübeck.                                                  |                                                |                                                |
| John of Klenedenst com Joan V                  |                                                | 1386–1387                                      | alemany Johannes V, també Clendenst, Kleendienst, o Kleindienst, nascut a Lübeck, + 3 d'agost de 1387                                       |                                                |                                                |
| Eberhard Attendorn com Eberard I               |                                                | 1387–1399                                      | també Everhardus d'Atendorn, Evert von Attenderen, Athendorn; nascut a Lübeck, + 21 de març de 1399.                                        |                                                |                                                |
| Johann Hundebeke com Joan VI                   |                                                | 1399–1420                                      | alemany Johannes VI, també Dülmen, Johann Dulmen, nascut a Dülmen, + 1 de gener 1420 a Lübeck                                               |                                                |                                                |
| Johannes Schele com Joan VII                   | nascut vers 1385/1390                          | 1420–1439                                      | alemany Johannes VII |                                                |                                                |
| Nicolaus Sachau com Nicolau II                 | nascut vers 1385                               | 1439–1449                                      | alemany Nikolaus II, també Czachow |                                                |                                                |
| Arnold Westphal                                | nascut 1399                                    | 1450–1466                                      | |                                                |                                                |
| Albert Krummendiek com Albert II               | nascut 1417/1418                               | 1466–1489                                      | també Krummediek; va donar la creu triomfal creada per Bernt Notke a la catedral de Lübeck el 1477                                          | Albert II                                      |                                                |
| Thomas Grote                                   | nascut vers 1425                               | 1489–1492                                      | |                                                |                                                |
| Dietrich Arndes com Teodoric II                | nascut 1442                                    | 1492–1506                                      | també Diderich Arnd, Theodorich Arndes, Arends                                                                                              |                                                |                                                |
| Wilhelm Westphal                               | nascut 1443                                    | 1506–1509                                      | |                                                |                                                |
| Johannes Grimholt com Joan VIII                | vers 1450                                      | 1510–1523                                      | alemany Johannes VIII, també Grymmolt o Grymmelt                                                                                            | Johannes Grimholt                              |                                                |
| Heinrich Bockholt com Enric III                | nascut 1463                                    | 1523–1535                                      | també Bokholt, Buchholtz; des de1531 la ciutat de Lübeck va adoptar el Luteranisme i va prohibir la predicació catòlica                     |                                                |                                                |

### Prínceps-bisbes catòlics i luterans de Lübeck (1535–1586)
| Prínceps-bisbes catòlics i luterans de Lübeck (1535–1586) | Prínceps-bisbes catòlics i luterans de Lübeck (1535–1586) | Prínceps-bisbes catòlics i luterans de Lübeck (1535–1586) | Prínceps-bisbes catòlics i luterans de Lübeck (1535–1586)                   | Prínceps-bisbes catòlics i luterans de Lübeck (1535–1586) | Prínceps-bisbes catòlics i luterans de Lübeck (1535–1586) |
| Prínceps-Bisbes                                           | Vida                                                      | Govern                                                    | Notes                                                                       | Imatge                                                    | Escut                                                     |
| --------------------------------------------------------- | --------------------------------------------------------- | --------------------------------------------------------- | --------------------------------------------------------------------------- | --------------------------------------------------------- | --------------------------------------------------------- |
| Detlev von Reventlow                                      | nascut vers 1485                                          | 1535–1535                                                 | també Ditlev; primer príncep-bisbe luterà, iniciador de la reforma a Lübeck |                                                           |                                                           |
| Balthasar Rantzau                                         | vers 1497                                                 | 1536–1547                                                 | confirmació papal                                                           |                                                           |                                                           |
| Jodokus Hodfilter                                         | nascut 1500                                               | 1547–1551                                                 | també Hodefilter, confirmat pel papa                                        |                                                           |                                                           |
| Theodor von Rheden com Teodoric III                       | nascut 1492–1556                                          | 1551–1554                                                 | també Theodorich, Dietrich von Reden, confirmat pel papa, va renunciar      |                                                           |                                                           |
| seu vacant                                                |                                                           | 1554–1556                                                 |                                                                             |                                                           |                                                           |
| Andreas von Barby                                         | nascut 1508                                               | 1556–1559                                                 | sense confirmació papal                                                     |                                                           |                                                           |
| Johannes Tiedemann com a Joan IX                          |                                                           | 1559–1561                                                 | alemany Johannes IX, confirmació papal                                      | Johannes Tiedemann                                        |                                                           |
| Eberhard von Holle com Eberard II                         | nascut 1531/1532                                          | 1561–1586                                                 | confirmació papal; va completar la Reforma                                  | Eberhard von Holle                                        |                                                           |

### Administradors Luterans del Principat-Bisbat (1586–1803)
| Administradors Luterans del Principat-Bisbat   | Administradors Luterans del Principat-Bisbat | Administradors Luterans del Principat-Bisbat | Administradors Luterans del Principat-Bisbat | Administradors Luterans del Principat-Bisbat | Administradors Luterans del Principat-Bisbat |  |
| Administradors                                 | Vida                                         | Govern                                       | Notes | Imatge                                       | Escut                                        |  |
| ---------------------------------------------- | -------------------------------------------- | -------------------------------------------- | --- | -------------------------------------------- | -------------------------------------------- |  |
| Joan Adolf, Duc d'Holstein-Gottorp             | 1575–1616                                    | 1586–1607                                    | també Administrador del principat-arquebisbat de Bremen (1589–1596) i co-governant del ducat d'Holstein-Gottorp i Schleswig-Holstein-Gottorp (1590–1616) | Joan Adolf de Holstein Gottorp               |                                              |  |
| Joan Frederic duc d'Schleswig-Holstein-Gottorp | nascut 1579                                  | 1607–1634                                    | també administrador del Principat-Arquebisbat de Bremen (1596–1634) i del Principat-bisbat d'Erden (1631–1634)                                           | Joan Frederic                                |                                              |  |
| Joan X d'Schleswig-Holstein-Gottorp            | nascut 1606                                  | 1634–1655                                    | alemany Hans | Joan X d'Schleswig-Holstein-Gottorp          |                                              |  |
| Cristià Albert d'Schleswig-Holstein-Gottorp    | 1641–1695                                    | 1655–1666                                    | co-duc (1659–1695) | Cristià Albert                               |                                              |  |
| August Frederic d'Holstein-Gottorp             | nascut 1646                                  | 1666–1705                                    | |                                              | August Frederic d'Holstein-Gottorp           |  |
| Cristià August d'Holstein-Gottorp              | nascut 1673                                  | 1705–1726                                    | | Cristià August                               |                                              |  |
| Carles August d'Holstein-Gottorp               | nascut 1706                                  | 1726–1727                                    | | Carles August                                |                                              |  |
| Adolf Frederic, Duc d'Holstein-Gottorp         | 1710–1771                                    | 1727–1750                                    | rei de Suècia des de 1751 | Adolf Frederic                               |                                              |  |
| Frederic August I d'Oldenburg                  | b. 1711                                      | 1750–1785                                    | pel Tractat de Tsarskoye Selo el 1773 també governava el Ducat d'Oldenburg                                                                               | Frederic August                              |                                              |  |
| Pere Frederic Lluís, Duc d'Holstein-Gottorp    | 1755–1829                                    | 1785–1803                                    | el 1803 el principat-bisbat fou secularitzat i convertit en el Principat de Lübeck fins del Ducat d'Oldenburg; també duc d'Oldenburg (1823–1829)         | Pere Frederic Lluís                          |                                              |  |

### Personalitats de l'Església Evangelica Lutherana de l'Estat a Lübeck (Eutin) (1921–77)
| El duc Frederic August i successors van servir com a summus episcopus de l'Església Evangelica Lutherana del ducat d'Oldenburg, incloent el Principat de Lübeck. Després de l'abdicació del duc el 1918 l'església luterana al principat es va constituir en església evangèlica luterana de la regió de Lübeck dins de l'estat lliure d'Oldenburg amb efectes de 19 de maig de 1921. | El duc Frederic August i successors van servir com a summus episcopus de l'Església Evangelica Lutherana del ducat d'Oldenburg, incloent el Principat de Lübeck. Després de l'abdicació del duc el 1918 l'església luterana al principat es va constituir en església evangèlica luterana de la regió de Lübeck dins de l'estat lliure d'Oldenburg amb efectes de 19 de maig de 1921. | El duc Frederic August i successors van servir com a summus episcopus de l'Església Evangelica Lutherana del ducat d'Oldenburg, incloent el Principat de Lübeck. Després de l'abdicació del duc el 1918 l'església luterana al principat es va constituir en església evangèlica luterana de la regió de Lübeck dins de l'estat lliure d'Oldenburg amb efectes de 19 de maig de 1921. | El duc Frederic August i successors van servir com a summus episcopus de l'Església Evangelica Lutherana del ducat d'Oldenburg, incloent el Principat de Lübeck. Després de l'abdicació del duc el 1918 l'església luterana al principat es va constituir en església evangèlica luterana de la regió de Lübeck dins de l'estat lliure d'Oldenburg amb efectes de 19 de maig de 1921. | El duc Frederic August i successors van servir com a summus episcopus de l'Església Evangelica Lutherana del ducat d'Oldenburg, incloent el Principat de Lübeck. Després de l'abdicació del duc el 1918 l'església luterana al principat es va constituir en església evangèlica luterana de la regió de Lübeck dins de l'estat lliure d'Oldenburg amb efectes de 19 de maig de 1921. | El duc Frederic August i successors van servir com a summus episcopus de l'Església Evangelica Lutherana del ducat d'Oldenburg, incloent el Principat de Lübeck. Després de l'abdicació del duc el 1918 l'església luterana al principat es va constituir en església evangèlica luterana de la regió de Lübeck dins de l'estat lliure d'Oldenburg amb efectes de 19 de maig de 1921. |
| Personalitat d'Església Evangèlica Luterana de l'Estat a la Regió de Lübeck (Eutin) | Personalitat d'Església Evangèlica Luterana de l'Estat a la Regió de Lübeck (Eutin) | Personalitat d'Església Evangèlica Luterana de l'Estat a la Regió de Lübeck (Eutin) | Personalitat d'Església Evangèlica Luterana de l'Estat a la Regió de Lübeck (Eutin) | Personalitat d'Església Evangèlica Luterana de l'Estat a la Regió de Lübeck (Eutin) | Personalitat d'Església Evangèlica Luterana de l'Estat a la Regió de Lübeck (Eutin) |
| Prebosts/Bisbes | Vida | Govern | Notes | Imatge | Escut |
| --- | --- | --- | --- | --- | --- |
| Paul Rahtgens | 1867–1929 | 1921–1929 | primer Superintendent i després Prebost | | |
| Wilhelm Kieckbusch | 1891–1987 | 1930–1978 | Prebost (1930–61), després Bisbe | | |
| L'1 de gener de 1978 l'Església Evangèlica Luterana de l'Estat es va unir a la veïna Landeskirchen en la nova Església Evangèlica Luterana del Nord de l'Elba, que va crear una posició de bisbes del districte d'Holstein-Lübeck (Sprengel Holstein-Lübeck) entre 1978 i 2008. | | | | | |